# Otto Walpert
Otto Walpert (* 11. März 1909 in Eickel oder in Wanne; † 11. März 1979 in Münster) war ein deutscher Politiker (SPD). Er war in der dritten Legislaturperiode bis zu seiner Mandatsniederlegung am 12. Januar 1960 Abgeordneter im Deutschen Bundestag.

## Leben
Walpert besuchte die Handelsschule und absolvierte anschließend eine kaufmännische Lehre. In den Jahren 1929 und 1930 war er Angestellter beim Finanzamt Wanne-Eickel. Bereits seit 1927 Mitglied beim Gewerkschaftsbund, war er auch noch in der Jugend- und Jungangestelltenbewegung aktiv. Im Jahr 1931 trat er der SPD bei, zum 1. Mai 1933 wechselte er zur NSDAP (Mitgliedsnummer 2.938.386). In den Folgejahren arbeitete er als Rechnungsführer bei der Deutschen Angestellten-Krankenkasse in Wanne-Eickel und ab 1935 bei der Berufskrankenkasse der Techniker (heute: Techniker Krankenkasse). Nach dem Krieg wurde er 1950 Rentensachbearbeiter in der Landesversicherungsanstalt Rheinland.

## Politik
Walpert wurde 1951 hauptamtlich vom Gewerkschaftsbund eingestellt. Er war Vorsitzender des Kreisausschusses Bielefeld beim Deutschen Gewerkschaftsbund und war von 1953 bis 1959 deren Vorstandsmitglied. Bei der Bundestagswahl 1957 wurde Walpert durch ein Direktmandat im Wahlkreis 106 (Bielefeld Stadt) in den Deutschen Bundestag gewählt. Dort war er, bis zu seiner Mandatsniederlegung am 12. Januar 1960, ordentliches Mitglied des Ausschusses für Sozialpolitik und stellvertretendes Mitglied des Wirtschafts- und Außenhandelsausschusses. Sein Nachfolger im Bundestag wurde Hubert Jungherz. Ab 1959 war er außerdem alternierender Vorsitzender des Vorstandes des Kreisausschusses Bielefeld beim Deutschen Gewerkschaftsbund und von 1959 bis 1975 hauptamtlicher Geschäftsführer der Landesversicherungsanstalt Westfalen.